# Værneting
Værneting er spørgsmålet om domstoles stedlige kompetence, dvs. hvor en retssag skal anlægges og føres.
Hovedreglen er i Danmark ifølge Retsplejeloven, at borgerlige retssager anlægges i den retskreds, hvor sagsøgte har bopæl, også kaldet hjemting. Det kan dog aftales anderledes mellem parterne.
Det følger også af Retsplejeloven, at straffesager anlægges ved domstolen i den retskreds, hvor den strafbare handling er foretaget.
Men der er dog undtagelser, kaldet undtagelsesværneting, fastslår Retsplejeloven:
- Regioner og kommuner har hjemting i den retskreds, hvor hovedkontoret ligger
- Staten har hjemting id en retskreds, hvor den myndighed, der stævnes på statens vegne, har hovedkontor
- I sager om fast ejendom er hjemtinget den retskreds, hvor ejendommen ligger
- I sager om kontraktlige forhold er hjemtinget det sted, hvor den forpligtelse, sagen handler om, er opfyldt eller skal opfyldes
- I sager om forbrugeraftaler, der ikke er indgået personligt på firmaets forretningssted, kan forbruger anlægge sagen ved sit eget hjemting